# Quinton Hosley
Quinton Robert Hosley (Nova York, 25 de març de 1984) és un jugador professional de bàsquet de nacionalitat nord-americana i passaport georgià, que ha desenvolupat la major part de la seva carrera professional en diferents clubs d'Europa. Amb 2.01 m d'alçada i 98 kg de pes ocupa la posició d'aler.

## Carrera esportiva
Va iniciar la seva carrera jugant a la Universitat de Fresno State de NCAA. La temporada 2007-08 fa el salt a Europa fitxant pel Pineda Karsikaya de la lliga turca on va ser nominat MVP de la competició després de finalitzar la mateixa amb una mitjana de 23,2 punts i 11,3 rebots per partit.
Un any després fitxa pel Reial Madrid de la lliga ACB. Va militar en el conjunt blanc fins al 23 de febrer del 2009 quan va ser tallat per baix rendiment. Més tard, tornaria a Turquia a jugar al Galatasaray SK. A mitjans de juliol de 2010 s'anuncia el fitxatge per una temporada (amb opció a una segona) pel DKV Joventut de Badalona de la lliga ACB,A on s'hi va estar dues temporades.